# Nguyễn Văn Hùng (artiste martial)
 (septembre 2019).
Si vous disposez d'ouvrages ou d'articles de référence ou si vous connaissez des sites web de qualité traitant du thème abordé ici, merci de compléter l'article en donnant les références utiles à sa vérifiabilité et en les liant à la section « Notes et références ».
Pour l'athlète, voir Nguyễn Văn Hùng (athlétisme).
Nguyễn Văn Hùng (né le 5 mai 1980) est un artiste martial vietnamien et un joueur de basket-ball professionnel de la Thang Long Warriors de la Vietnam Basketball Association (VBA) et de la Saigon Heat de l'ASEAN Basketball League (ABL). Il a été trois fois médaillé d'or en taekwondo aux Jeux de l'Asie du Sud-Est. Il a également représenté son pays aux Jeux olympiques de Beijing en taekwondo en 2008. Pour ses réalisations sportives, son gouvernement lui a accordé l'honorable Ordre du travail de première classe en janvier 2006.